# Schefflera toto
Schefflera toto är en araliaväxtart som beskrevs av Henri Ernest Baillon. Schefflera toto ingår i släktet Schefflera och familjen araliaväxter.
Artens utbredningsområde är Nya Kaledonien. Inga underarter finns listade.